# SC Campomaiorense
SC Campomaiorense is een voetbalclub uit de Portugese plaats Campo Maior.
De club werd opgericht in 1926 en promoveerde in 1995 naar de Primeira Divisão, de hoogste voetbaldivisie van Portugal. De club slaagde er het eerste seizoen op het hoogste niveau niet in zich te handhaven, ondanks het aantrekken van de toen nog onbekende Jimmy Floyd Hasselbaink, die met 12 doelpunten clubtopscorer werd.
Het seizoen na de degradatie promoveerde de club weer. Na nog eens vier jaar op het hoogste niveau volgde in 2001 een nieuwe degradatie. Tussendoor, in 1999, werd wel de finale van de Beker van Portugal gehaald, maar verloren (1-0 van SC Beira-Mar). Na één jaar een niveau lager gespeeld te hebben, werd wegens een gebrek aan sponsors en belangstelling besloten om de profsectie af te schaffen. Tegenwoordig profileert de club zich als jeugd- en opleidingsclub.

## Erelijst
- Segunda Liga

1997

## Eindklasseringen
| Seizoen   | №  | Clubs | Divisie       | Duels | Winst | Gelijk | Verlies | Doelsaldo | Punten | Tsch  |
| --------- | -- | ----- | ------------- | ----- | ----- | ------ | ------- | --------- | ------ | ----- |
| 2000–2001 | 16 | 18    | Primeira Liga | 34    | 7     | 11     | 16      | 29–58     | 32     | 3.088 |
| 2001–2002 | 10 | 18    | Segunda Liga  | 34    | 13    | 6      | 15      | 48–50     | 45     | ??    |